# Sportpark Eimsbüttel
Der Sportpark Eimsbüttel (bis Oktober 2022 Wolfgang-Meyer-Sportanlage) ist eine der größten Wettkampfstätten in Hamburg mit mehr als 50.000 Besuchern pro Jahr. Das Fußballstadion entstand in den Vorkriegsjahren des 20. Jahrhunderts und befindet sich innerhalb des heutigen Bezirks Eimsbüttel im Stadtteil Stellingen (der früher zu Altona gehörte). Einige hundert Meter nördlich liegt der Tierpark Hagenbeck.

## Namen und Historie
Schon 1922 berichtete das Hamburger Echo über einen Beschluss des Senats, eine 100.000 m² große Fläche auf preußischem Gebiet in Stellingen-Langenfelde zu erwerben, um dem dicht besiedelten Eimsbüttel und seiner Bevölkerung mehr Sportmöglichkeiten zu verschaffen. Als Kaufpreis wurden 20 M pro m² genannt. Im Sommer 1931 ging die Anlage ihrer Fertigstellung entgegen. Der heutige Sportpark wurde nach seiner Einweihung in der Presse meist als „Sportplatz Kaiser-Friedrich-Straße“ bezeichnet und bis 1933 hauptsächlich von Vereinen des Arbeitersports genutzt, zum Beispiel dem Eimsbütteler Verein Fichte und anderen. Die Plätze trugen ab September 1934 den Namen Wolfgang-Meyer-Sportanlage. Anfang Februar 2022 stimmte die Bezirksversammlung des Bezirks Eimsbüttel, zu dem Stellingen seit 1951 gehört, aufgrund der NS-Vergangenheit von Wolfgang Meyer für die Umbenennung der Anlage. Die Umbenennung in Sportpark Eimsbüttel erfolgte im Oktober des Jahres.

## Lage
Die Anlage liegt mittlerweile an der Hagenbeckstraße und inmitten einer Kleingartenkolonie. In unmittelbarer Nähe befinden sich weitere Sportstätten: Die Squashanlage Sportwerk Hamburg, die Kunsteis- und Radrennbahn Stellingen sowie die Tennisanlage des Vereins Grün-Weiß Eimsbüttel. Der U-Bahnhof Hagenbecks Tierpark der Linie U2 ist fußläufig erreichbar.

## Ausstattung und Nutzung
Der Sportpark ist mit einer Fläche von fast 11 ha Bestandteil des Vereinslebens von ca. 10 Vereinen und Verbänden. So ist die Anlage Spielstätte des Hamburger SV: Seit Beginn der Saison 2013/14 trägt die zweite Mannschaft des HSV, die bis dahin im Norderstedter Edmund-Plambeck-Stadion angetreten war, ihre Heimspiele auf der Sportanlage aus. Zudem ist es einer der Spielstätten der männlichen U-17- und U-19-Mannschaften des HSV. Sie bietet aktuell Platz für 2018 Zuschauer.
Am 6. April 2013 gewann die deutsche Rugby-Union-Nationalmannschaft vor 3527 Zuschauern ein Länderspiel gegen Schweden mit 73:17.
In der Saison 2019/20 fand das Finale des Hamburger Pokals auf der Anlage statt, das Eintracht Norderstedt mit 5:1 gegen den TSV Sasel gewinnen konnte. Infolge der COVID-19-Pandemie durften jedoch keine Zuschauer an der Partie teilnehmen.
Der Eimsbütteler TV stieg 2023 in die Fußball-Regionalliga Nord 2023/24 auf und trug fortan die meisten seiner Heimspiele im Sportpark aus.
Seit der Saison 2023/24 trägt die erste Frauenmannschaft des Hamburger SV einzelne Spiele der 2. Frauen-Bundesliga im Sportpark Eimsbüttel aus, um vor größerem Publikum spielen zu können. Die weitere Spielstätte auf einem Trainingsgelände in Norderstedt fasst lediglich 300 Zuschauer. Die Frauenmannschaft hatte zuletzt bis Mai 2012 regelmäßig ihre Heimspiele im Sportpark ausgetragen, bis die Mannschaft aus finanziellen Gründen vom Verein aus der Bundesliga abgemeldet wurde und in der Regionalliga einen Neuanfang begann.

## Zukunft
Die Anlage wird derzeit seit 2023 für rund 14 Millionen Euro saniert, nachdem 2020 ursprünglich nur von einem Gesamtbudget für Modernisierungsarbeiten von 5,2 Millionen Euro ausgegangen worden war.
Insbesondere sollen statt der bisherigen zwei Tennenplätze und einem Naturrasenspielfeld neben dem Stadion drei neue Kunstrasenplätze entstehen, die für Fußball und Hockey genutzt werden. Hierbei soll es sich um einen wasserlosen, recyclingfähigem Kunststoffrasen handeln, der hier auf einem der ersten Plätze in Deutschland verbaut wird. Die Plätze können wegen der Arbeiten für neun Monate nicht genutzt werden. Das eigentlichen Stadion behält sein Naturrasenspielfeld. Die bisherigen Tribünen an den Längsseiten des Stadions sollen allerdings durch neue Zuschauertribünen für Heim- und Gästefans ersetzt werden und künftig Platz für rund 1500 Besucher bieten. Alle vier Spielfelder sollen zudem jeweils eine moderne LED-Flutlichtanlage erhalten. Die Arbeiten am Stadion sollen im Mai 2024 nach Ende der Spielzeit beginnen und die Sanierungsarbeiten insgesamt bis Mitte 2025 abgeschlossen sein.